# Alvar, Pasinler
Alvar là một thị trấn thuộc huyện Pasinler, tỉnh Erzurum, Thổ Nhĩ Kỳ. Dân số thời điểm năm 2011 là 1.292 người.